# Tierärztliche Weiterbildung
Die tierärztliche Weiterbildung ist die berufsbegleitende Erweiterung und Aktualisierung der Kenntnisse und Fähigkeiten nach dem Studium und nach Erhalt der Approbation als Tierarzt auf der Grundlage der Weiterbildungsordnung der zuständigen Tierärztekammer. Die Pflichtweiterbildung beträgt in Deutschland 60 Stunden in drei Jahren, wobei eine Stunde mit 45 Minuten angesetzt wird. Für Fachtierärzte und für Fachtierärzte mit Weiterbildungsermächtigung gelten höhere Stundenzahlen. Weiterbildungsveranstaltungen müssen von der Akademie für tierärztliche Fortbildung anerkannt sein und werden im Deutschen Tierärzteblatt veröffentlicht. Neben dem Besuch von Veranstaltungen wie Kongressen, Tagungen, Wochenendkursen oder Abendveranstaltungen kann ein Teil der Pflichtstunden auch über Online-Fortbildungen oder durch mit Multiple-Choice-Tests versehenen Weiterbildungen in Fachzeitschriften erworben werden. Die Überwachung der Erfüllung der Ausbildungspflicht obliegt den Tierärztekammern.
Neben der Pflichtweiterbildungen, die jeder Tierarzt zu absolvieren hat, gibt es noch mehrjährige postgraduale Weiterbildungen mit dem Erwerb spezieller Titel wie dem Fachtierarzt, Teilgebiets- und Zusatzbezeichnungen oder dem Diplomate.